# Toulis-et-Attencourt
Toulis-et-Attencourt è un comune francese di 133 abitanti situato nel dipartimento dell'Aisne della regione dell'Alta Francia.

## Società

### Evoluzione demografica
Abitanti censiti